# یولیا پچونکینا
یولیا پچونکینا (به روسی: Юлия Серге́евна Печёнкина) (زادهٔ ۲۱ آوریل ۱۹۷۸) دوندهٔ اهل روسیه است.
او رکوردار جهانیِ دو ۴۰۰ متر بامانع زنان است که آن را در سال ۲۰۰۳ و با زمانِ ۵۲٫۳۴ ثانیه به ثبت رساند.